# Mar di Marmara
Il Mar di Marmara (in turco: Marmara Denizi, dal greco: μάρμαρος, marmaros, marmo) anticamente noto come Propontide (dal greco: Προποντίς, Propontis) è uno specchio d'acqua salata interno tra il Mar Egeo e il Mar Nero, collegato a essi rispettivamente tramite lo stretto dei Dardanelli e lo stretto del Bosforo, sulle cui rive, lato Marmara, sorge la città di Istanbul. Si estende a nord-ovest della penisola anatolica, interponendosi tra l'Asia mediorientale e l'Europa. Ha una superficie di circa 11.472 km² e una profondità media di 289 m.
I litorali sono caratterizzati per la maggior parte da coste alte e montagnose, sagomate dalla corrente e dai forti venti che soffiano da sud-ovest. Sull'acqua sorgono diverse isole; tra le più importanti Marmara, Avşa e Paşalimanı, che assieme a isole minori formano un arcipelago in prossimità della penisola di Kapıdağ. Degno di nota è altresì l'arcipelago delle Isole dei Principi, note anche come Propontidi di Plinio, site a est in prossimità del Bosforo, a sud-est di Istanbul.

## Geografia
Si stima che il Mar di Marmara abbia avuto origine circa 2,5 milioni di anni fa, in seguito a movimenti della crosta terrestre. Geologicamente esso è un bacino rombocasma formato in corrispondenza di una curva estensionale nella faglia nord anatolica. Si estende in lunghezza per circa 252 km (distanza aerea tra le città di Gallipoli e İzmit) e presenta coste alte, rocciose, con poca spiaggia. Viene alimentato da diversi immissari, ma la maggior parte delle acque giungono grazie alla comunicazione diretta col mar Nero e col Mediterraneo.
Il mare ha più di venti isole, raggruppate in due arcipelaghi principali: quello dell'isola di Marmara, in prossimità della penisola di Kapıdağ, collegata all'entroterra da un sottile tombolo, e quello delle Isole dei Principi. Degna di menzione è anche l'isola di İmralı, solitaria e posta al centro-sud. A est Il mare si restringe formando il golfo di İzmit, che prende il nome dall'omonima città costiera.
Bacino di scambio tra le acque del Mar Nero e quelle del Mediterraneo, il Mar di Marmara si rivela un interessante sistema oceanografico per la peculiarità delle correnti marine che lo attraversano. Sono distinguibili due grandi sistemi di correnti: quello superficiale, che si muove verso ovest dal Bosforo ai Dardanelli, e quello sottomarino, che si muove dalla parte opposta. Il mar Nero, massicciamente alimentato dai propri immissari, riceve più acqua di quanta riesca poi ad allontanarsi per evaporazione. Ciò fa sì che le acque in eccesso si riversino nel mar di Marmara, generando una corrente di superficie che viaggia verso l'Egeo, con variazioni direzionali prodotte dalle coste, dalle isole e dai forti venti che possono deviare o addirittura invertire il senso della corrente.
Sul Bosforo la corrente superficiale viaggia mediamente a circa 1,3 m/s; nei punti dove raggiunge la massima velocità viene chiamata "Corrente del Diavolo". Esiste inoltre una controcorrente sottomarina che dall'Egeo, attraverso il mar di Marmara fino al mar Nero, porta acque ricche di sale ed ossigeno tipiche del Mediterraneo (la salinità dell'acqua in corrispondenza dei Dardanelli risulta maggiore della salinità media del resto del mare).

## Problemi del Mar di Marmara
La faglia anatolica settentrionale corre sotto il mare e ha scatenato molti importanti terremoti, come quelli di Izmit e di Düzce nell'agosto e novembre 1999 rispettivamente. Quello dell'agosto 1999 è comunemente chiamato Terremoto di Marmara poiché il suo epicentro si trovava sotto il mare e gran parte delle località più danneggiate da esso e dal successivo maremoto si trovano lungo le rive.
Durante una tempesta, il 29 dicembre 1999, la petroliera russa Volgoneft si spezzò in due sul Mar di Marmara, riversando più di 1 500 tonnellate di petrolio in mare.
Nel 2021 le rive del Mar di Marmara furono deturpate da mucillagine causata, almeno in parte, dalla caduta in acqua di rifiuti non trattati.